# Авдеево (Кимрский район)
Авдеево — деревня в Кимрском районе Тверской области. Входит в состав Устиновского сельского поселения.

## География
Находится в юго-восточной части Тверской области на расстоянии приблизительно 20 км на север-северо-запад по прямой от районного центра города Кимры на левом берегу реки Малая Пудица.

## История
Известна была с 1635 года как деревня Овдеево с 4 дворами, принадлежала подключнику Кормового дворца Леверьеву Антону Семеновичу. В 1806 году 14 дворов. В 1859 году здесь (деревня Корчевского уезда Тверской губернии) было учтено 20 дворов, в 1887 — 35.

## Население
Численность населения: 140 человек (1859 год), 187 (1887), 6 (русские 100 %) 2002 году, 1 в 2010.